# Septotheca tessmannii
Septotheca tessmannii är en malvaväxtart som beskrevs av Oskar Eberhard Ulbrich. Septotheca tessmannii ingår i släktet Septotheca och familjen malvaväxter. Inga underarter finns listade i Catalogue of Life.